# Himbleton
Himbleton är en ort och civil parish i Storbritannien.   Den ligger i grevskapet Worcestershire och riksdelen England, i den södra delen av landet, 150 km nordväst om huvudstaden London. Himbleton ligger 41 meter över havet och antalet invånare är 415.
Terrängen runt Himbleton är platt. Runt Himbleton är det ganska tätbefolkat, med 179 invånare per kvadratkilometer. Närmaste större samhälle är Worcester, 10,3 km väster om Himbleton. Trakten runt Himbleton består till största delen av jordbruksmark.